# 電弧故障斷路器
電弧故障斷路器（英語： 或 arc-fault detection device）是一種偵測到電氣迴路中有電弧故障發生即會自行斷路以避免電弧故障產生損害的保護裝置。

## 特性
電弧故障斷路器對於電氣迴路正常操作所產生的電弧如開關開啟或插頭插拔等動作產生串聯電弧是不會作動，只針對串並聯電弧作動使斷路器跳脫使迴路產生斷路。

## 法規
美國國家電工標準在1999年開始在210.12章節中要求在某些規格以上的電氣迴路需上加裝電弧故障斷路器以保護個人與家庭免於風險。目前針對電弧故障斷路器的測試標準則為UL1699。